# Route principale 5 (Suisse)
Pour les articles homonymes, voir H5 et Route 5.
La Route principale 5 est une route principale suisse reliant Koblenz (frontière allemande) à Lausanne. 

## Parcours

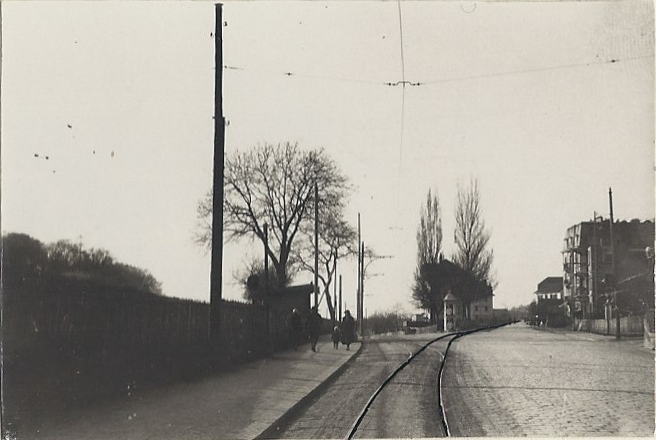
Origine de la route principale 5, sur la droite, dans le quartier de Montétan à Lausanne en 1923. À cette date, la route principale 5 n'existait pas.

La route débute à Lausanne, dans le quartier de Montétan, en face du parc de Valency en se séparant de la route principale 9. Elle est longée par la ligne de chemin de fer Lausanne – Bercher du LEB sur son côté ouest. La route poursuit dans les hauts de Prilly et quitte le tissu urbain continu à la hauteur de l'hôpital de Cery. Elle passe au nord de Jouxtens-Mézery où elle passe au-dessus de l'autoroute A9. Elle traverse Romanel-sur-Lausanne du sud au nord puis se retrouve à nouveau sur la commune de Lausanne.
Arrivée au bord de la Mèbre, la route contourne Cheseaux-sur-Lausanne en passant sous la voie du LEB par l'ouest où elle emprunte une galerie de 530 m. Le contournement se termine au nord du quartier de Champ-Pamont. La route traverse alors Étagnières où la voie du LEB passe à nouveau à l'ouest de la route. La route continue ainsi à Assens et à Échallens où elle passe au-dessus de la voie du LEB avant que celle-ci ne parte en direction de Bercher et cesse de la longer.
À Échallens, la route passe au-dessus du Talent puis passe à l'est de Villars-le-Terroir. Elle rejoint alors le sud de Vuarrens par un tronçon en ligne droite de 2,6 km. Comme à Cheseaux-sur-Lausanne, la route contourne Vuarrens par l'ouest. Elle rallie ensuite Essertines-sur-Yverdon par un autre tronçon en ligne droite de 1,9 km au sein duquel elle traverse le Bois Gelé dans lequel elle passe trois fois au-dessus d'affluents du Buron. De là, la route descend jusqu'à Yverdon-les-Bains en passant à l'ouest d'Épautheyres et passe sur le Buron. À l'intérieur d'Yverdon, la route passe sous l'autoroute A1 puis au-dessus de la ligne de chemin de fer du Pied-du-Jura qui la longera après sur son côté est.
À Yverdon-les-Bains, la route passe au-dessus du Buron, du canal oriental, de la Thièle, du Mujon, du Bey et de la Brine. Juste après le Bey, la ligne Yverdon – Sainte-Croix traverse la route sur un passage à niveau gardé.
La route quitte Yverdon-les-Bain pour rejoindre Grandson et se met à longer le lac de Neuchâtel. Elle traverse alors La Poissine, Onnens et Concise avant de quitter le canton de Vaud pour entrer dans celui de Neuchâtel où elle se retrouve de l'autre côté de la voie de chemin de fer. Elle suit un tracé assez parallèle à l'autoroute A5 avec laquelle plusieurs embranchements existent par des voies d'entrées et de sorties. Les deux finissent par ne faire qu'un à La Neuveville.
Avant cela, la route traverse alors Vaumarcus, Saint-Aubin-Sauges, Chez-le-Bart, Bevaix et Boudry où elle enjambe l'Areuse et le Merdasson avant de longer l'aéroport de Neuchâtel à Milvignes.
Elle arrive ensuite au village d'Auvernier puis à Peseux avant d'arriver à Neuchâtel. Dans cette ville, une bretelle d'échange la relie à la route principale 10 ainsi qu'à l'autoroute A5. Elle continue à longer le lac en passant par Hauterive où elle passe sous la ligne de chemin de fer Berne – Neuchâtel, et Saint-Blaise où le lac se termine. Elle longe alors de loin le canal de la Thielle.
La route arrive à Cornaux où elle passe sous la ligne du Pied-du-Jura et se retrouve à nouveau du côté ouest de la voie de chemin de fer. Elle continue par Cressier et Le Landeron puis quitte le canton de Neuchâtel pour entrer dans celui de Berne en longeant le lac de Bienne. Elle entre dans La Neuveville où l'autoroute A5 aboutit.
À Gléresse, la route contourne la commune par un tunnel à l'ouest. Elle ressort du tunnel à Douanne dans la commune de Douanne-Daucher. Toujours dans la même commune, la route traverse Daucher-Alfermée où la voie de chemin de fer passe sous la route. Elle passe une dernière fois dessous lorsqu'elle entre dans Bienne juste après de la jonction avec la route principale 6. Elle passe alors sous la ligne Bienne – La Chaux-de-Fonds et traverse Bienne d'ouest en est en longeant la ligne de chemin de fer Olten – Bienne.
La route passe sur la Suze puis quitte Bienne et traverse successivement d'ouest en est Perles et Longeau. Elle entre alors dans le canton de Soleure et arrive dans la commune de Granges où elle passe sous la voie de raccordement entre les lignes de chemin de fer Bienne – Olten et Moutier – Longeau.
La route principale 5 quitte alors la commune et sur un tronçon en ligne droite de 9 km, elle traverse les communes de Bâche, Selzach et Bellach avant d'entrer dans la ville de Soleure en traversant le Wildbach. Elle passe alors sous la ligne de chemin de fer Soleure – Moutier puis à l'ouest de la ville se confond avec la route principale 12.
La route quitte Soleure en passant au-dessus du Verenbach et entre dans la commune de Feldbrunnen-Sankt Niklaus, puis celle de Riedholz et Flumenthal où elle passe sous la voie ferrée pour retrouver le canton de Berne en traversant la Siggern et en arrivant à Attiswil. Elle traverse ainsi Wiedlisbach, Oberbipp et Niederbipp.
La route retrouve alors le canton de Soleure en entrant dans la commune d'Oensingen où elle se sépare de la route principale 12 qui continue vers la nord. La route principale 5, quant à elle, continue en direction de l'est. Rapidement, un passage à niveau de la ligne de l'Oensingen-Balsthal-Bahn traverse la route. Puis, elle passe sur la Dünnern. La route quitte Oensingen pour Oberbuchsiten et Egerkingen où une bretelle la connecte à l'autoroute A2.
La route passe ensuite par Hägendorf, Rickenbach, où elle passe sur la rivière du même nom, Wangen bei Olten où elle passe au-dessus de la ligne de chemin de fer et arrive à Olten où elle traverse l'Aar. Elle part brièvement en direction du nord en se confondant alors avec la route principale 2 sur un court tronçon de 400 m. Elle reprend alors sa direction vers l'est en passant sous un important faisceau de voies au sud de la gare d'Olten.
La route quitte la ville d'Olten et traverse Starrkirch-Wil puis Dulliken, Däniken, Gretzenbach et Schönenwerd où une jonction la relie à la route principale 24. Elle passe au nord de la ligne Killwangen-Spreitenbach – Olten et entre dans le canton d'Argovie à Aarau. Avant de quitter la ville, la ligne passe au sud de la ligne Brugg – Aarau.
Après cela, elle passe au sud de Rupperswil puis passe sous la voie ferrée et rejoint Möriken-Wildegg où elle est reliée à la route principale 26. Elle franchit alors successivement l'Aabach et la Bünz et part en direction du nord en longeant l'Aar.
La route traverse alors du sud au nord la commune d'Holderbank, puis de même celle de Schinznach-Bad avant d'arriver à Brugg où elle longe les voies de chemin de fer et passe sur le Süssbach. Elle est ensuite reliée à la route principale 3. Puis, avant de franchir l'Aar à nouveau, elle emprunte une galerie de 210 m.
La route longe alors l'Aar et une fois la ville de Brugg traversée, franchit à nouveau la rivière à Villigen pour rejoindre Würenlingen et traverser la ligne Turgi – Koblenz – frontière (– Waldshut) puis la longer sur son côté est.
Tout en continuant de remonter vers le nord, la route traverse Döttingen où elle franchit la Sturb et croise la route principale 17. La route arrive à Klingnau puis finalement arrive à Koblenz. Après la gare, elle se confond sur 480 m avec la route principale 7. La route se termine sur le pont du Rhin à la frontière entre l'Allemagne et la Suisse.

### Tracé
- Lausanne         134 137 138 139 141 150
- Prilly
- Jouxtens-Mézery
- Romanel-sur-Lausanne
- Cheseaux-sur-Lausanne
- Etagnières
- Assens
- Echallens
- Villars-le-Terroir
- Vuarrens
- Essertines-sur-Yverdon
- Epautheyres
- Yverdon-les-Bains    130 151 152
- Grandson
- Onnens
- Corcelles-près-Concise
- Concise
  - Limite  Vaud -  Neuchâtel
- Vaumarcus
- Saint-Aubin-Sauges
- Gorgier
- Bevaix
- Boudry
- Colombier
- Auvernier
- Serrières
- Neuchâtel     172
- Hauterive
- Saint-Blaise
- Cornaux
- Cressier
- Le Landeron
  - Limite  Neuchâtel -  Berne
- La Neuveville
- Ligerz
- Twann-Tüscherz
- Vingelz
- Bienne     235.1
- Pieterlen
- Longeau
- Grenchen  252.2
- Selzach
- Bellach
- Soleure     269
- Feldbrunnen-Sankt Niklaus
- Riedholz
- Flumenthal
- Attiswil
- Wiedlisbach
- Oberbipp
- Niederbipp
- Oensingen
- Egerkingen E 25 E 35  (14)
- Olten  H265
- Aarau  (T5)    266 266.1
- Brugg  277
- Koblenz
- Zoll (frontière allemande)
- (Bade-Wurtemberg,  Allemagne)